# 弗若多羅
弗若多羅（?—?），又作不若多罗，梵文 Puṇyatāra, 意譯為功德華。罽賓人。
弗若多羅博通三藏，以戒律见长，尤精《十诵律》，后秦弘始年间来到长安。
鳩摩羅什邀請三藏弗若多羅至長安傳授戒律。姚秦弘始六年（404年）十月十七日，集義學沙門六百余人于長安中寺，由弗若多羅誦出，鳩摩羅什譯成漢文。但僅完成三分之二，弗若多羅入滅。當時所譯只憑口傳而無梵本，弗若多羅一去世，譯事即告中輟。遠在江南廬山的慧遠大師聞知此事，慨恨良深。